# اصغر همت
اصغر همّت (زادهٔ ۲۷ آذر ۱۳۳۱ در شیراز)، بازیگر سینما و تئاتر اهل ایران است. وی همسر افسر اسدی بازیگر تئاتر وتلویزیون است.

## زندگی
اصغر همت از دوران کودکی به تئاترهای تخت حوضی و تعزیه علاقه داشت و از دوران دبیرستان به فعالیت در تئاتر در این زمینه‌ها روی آورد. وی در سال ۱۳۵۹ در رشته تئاتر از پردیس هنرهای زیبای دانشگاه تهران فارغ التحصیل شد.

## فیلم‌شناسی

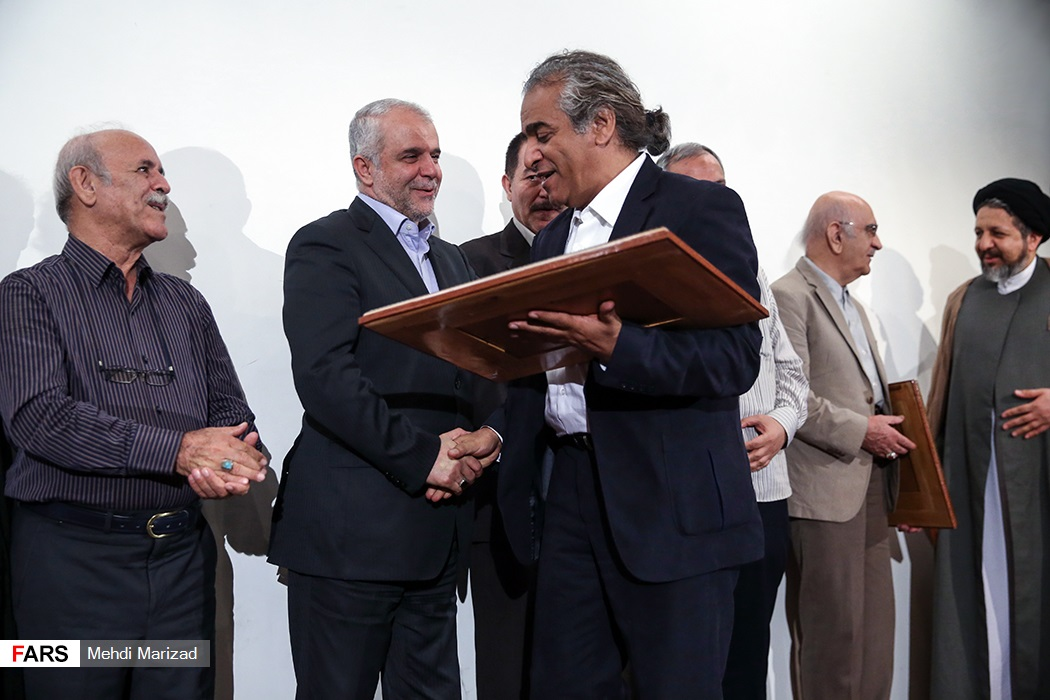
اصغر همت در حال دریافت جایزه هنری غدیر به خاطر ایفای نقش مروان بن حکم در سریال امام علی

### سینمایی
1. تگرگ و آفتاب (۱۳۹۳)
2. یه حبه قند (۱۳٩٠)
3. بیخوابی (۱۳۸۸)
4. آخرین ملکه زمین (۱۳۸۵)
5. مقلد شیطان (۱۳۸۵)
6. پرونده هاوانا (۱۳۸۴)
7. فیلم شاهزاده ایرانی (۱۳۸۴)
8. زشت و زیبا (۱۳۷۷)
9. هفت سنگ (۱۳۷۶)
10. ماه و خورشید (۱۳۷۴)
11. علی و غول جنگل (۱۳۶۹)
12. در مسیر تندباد (۱۳۶۷)
13. روزهای انتظار (۱۳۶۵)
14. شیر سنگی (۱۳۶۵)
15. ما ایستاده‌ایم (۱۳۶۳)
16. سرخپوست‌ها (۱۳۵۷)
17. ماجراهای علاءالدین و چراغ جادو (۱۳۵۷)

## تلویزیونی
- هزار دستان (١٣۵٨-١٣۶۶، علی حاتمی)
- امام علی (۱۳۷۵-۱۳۷۰، داوود میرباقری)
- هفت‌سنگ (۱۳۷۷، عبدالرضا نواب‌صفوی)
- آژانس دوستی (۱۳۷۸، گروه کارگردانی)
- آهوی ماه نهم (۱۳۸۳، مسعود نوابی)
- چهل سرباز (١٣٨۶، محمد نوری‌زاد)
- مثل هیچ‌کس (رمضان ۱۳۸۷ عبدالحسن برزیده)
- نوشدارو (۱۳۹۲، جواد اردکانی)
- پازل (١٣٩٣، ابراهیم شیبانی)
- زمین گرم (١٣٩٩ سعید نعمت‌الله)
- بعد از آزادی(١۴٠٠ محمدعلی باشه‌آهنگر)
- سلمان فارسی (درحال ساخت داوود میرباقری)